# Acacia purpureopetala
Acacia purpureopetala är en ärtväxtart som beskrevs av Jacob Whitman Bailey. Acacia purpureopetala ingår i släktet akacior, och familjen ärtväxter. Inga underarter finns listade i Catalogue of Life.